# MBTA subway
Massachusetts Bay Transportation Authority (MBTA) driver undergrunds jernbaner, letbaner og hurtigbus-tjenester i Bostons storbyområde, samlet omtalt som hurtig transit, metro eller T-systemet.
De farvemærkede linjer består af tre tunge jernbanelinjer (Rød, Orange og Blå), et forgrenet letbanesystem Grøn), og en kort letbanelinje (Ashmont–Mattapan High-Speed Line), farvet som en del af den røde linje. Alle undtagen Ashmont-Mattapan-linjen opererer i tunneler i downtown-området, men ingen rute kører helt under jorden, og kun 31 ud af systemets 147 stationer er placeret under jorden. De fem grene af hurtigtransitnetværket (Sølv) er også vist som en del af det hurtige transitsystem. Tre filialer af Sølvlinjen der opererer under jorden opkræver højere buspriser; to filialer af Sølvlinjen opererer udelukkende på overfladen og opkræver lavere takster.
I andet kvartal af 2022 omfattede de tunge jernbanelinjer i MBTA-systemet det fjerde-travleste tunge jernbanesystem i USA, medens letbanelinjerne omfattede det tredje-travleste letbanesystem i USA.